# الممالك السبعة لإنجلترا

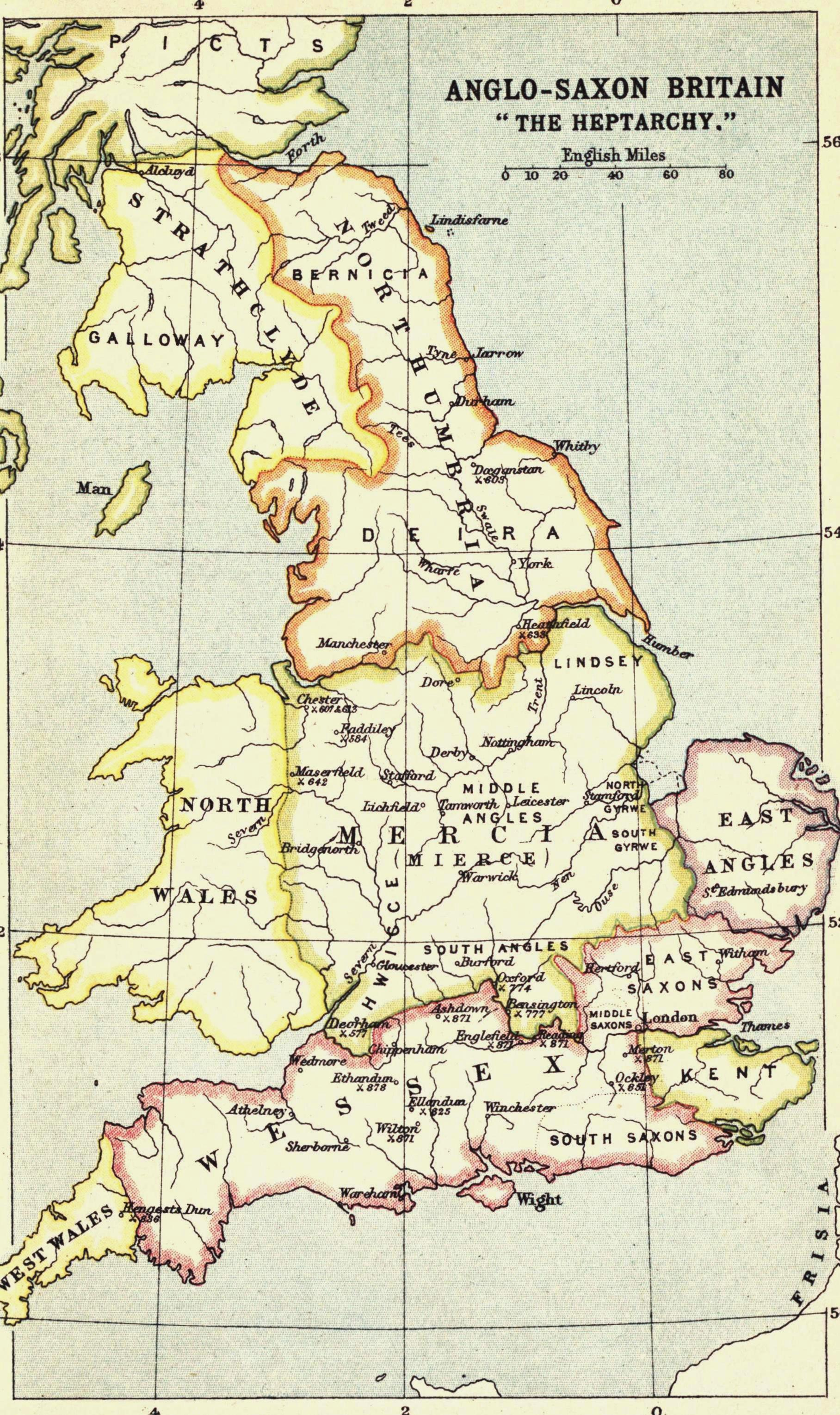
الممالك السبعة طبقًا لكتاب بارثولوميو أطلس أدبي وتاريخي لأوروبا (1914).

الممالك السبعة (بالإنجليزية: Heptarchy) هو اسم تجميعي لسبع ممالك دمى لإنجلترا الأنجلوسكسونية من مستعمرة بريطانيا الأنجلوسكسونية في القرن الخامس وحتى توحيد مملكة إنجلترا في أوائل القرن العاشر.

## أصل التسمية
كلمة الممالك السبعة (بالإنجليزية: Heptarchy) أصلها من الإغريقية القديمة (ἑπταρχία) وتنقسم إلى قسمين الأول (ἑπτά) ويعني «سبعة» والثاني (ἀρχή) ويعني «حكم» أو «ملكية» و‌اللاحقة (ία) تشير إلى أنه تجميعة الممالك السبعة.

## قائمة الممالك الأنجلوسكسونية
الأربع ممالك الكبرى في إنجلترا الأنجلوسكسونية:
- مملكة أنجليا الشرقية
- مرسيا
- نورثمبريا
- مملكة وسكس

الثلاث ممالك الكبرى الأخرى، والتي احتلها الآخرين في أجزاء من تاريخها قبل توحيد إنجلترا:
- إسكس
- كنت
- ساسكس

ممالك أخرى ومناطق:
- دومنونيا (تابعة لمملكة وسكس في أواخر تاريخها)
- هايستينغاس
- ويكا
- جزيرة وايت
- مملكة إكلينغاس، دولة سابقة لمرسيا
- مملكة ليندسي
- ماغونسايت
- ميونوارا، قبيلة يوتشي في هامشر
- أنجلس الوسطى
- بكسايتان
- سري
- تومسايت
- ريوسنزيت

## الشعارات

مملكة أنجليا الشرقية
مملكة إسكس
مملكة كنت
مملكة مرسيا
مملكة نورثمبريا
مملكة ساسكس
مملكة وسكس

### استشهادات
1. ↑  "معلومات عن الممالك السبعة لإنجلترا على موقع newadvent.org". newadvent.org. مؤرشف من الأصل في 2018-10-30.
2. ↑  "معلومات عن الممالك السبعة لإنجلترا على موقع britannica.com". britannica.com. مؤرشف من الأصل في 2019-07-10.

### عامة
- Westermann Großer Atlas zur Weltgeschichte
- Campbell, J.; et al. (1991). The Anglo-Saxons (بالإنجليزية). مجموعة بنغوين. {{استشهاد بكتاب}}: Explicit use of et al. in: |مؤلف= (help)
- Sawyer, Peter Hayes (2002). From Roman Britain to Norman England (بالإنجليزية). روتليدج.
- Stenton, F. M. (1971). Anglo-Saxon England (بالإنجليزية) (الثالثة ed.). دار نشر جامعة أكسفورد.